# Igor Rossi Branco
Igor Rossi Branco (* 10. März 1989 in Campinas) ist ein brasilianischer Fußballspieler, der momentan beim Al-Ittihad Kalba SC in der UAE Pro League unter Vertrag steht.

## Karriere
Igor Rossi Branco begann seine Karriere in Brasilien beim SC Internacional in Porto Alegre. Für den Verein absolvierte er im Jahr 2010 drei Spiele in der Staatsmeisterschaft von Rio Grande do Sul und wurde von dort auch kurzzeitig an Náutico Capibaribe verliehen. Im Jahr 2011 wechselte der Innenverteidiger dann fest nach Portugal zu Marítimo Funchal. In vier Spielzeiten kam er in 25 Ligaspielen zum Einsatz und schoss dabei zwei Tore. Im Juli 2015 unterschrieb Rossi Branco einen Vertrag beim schottischen Erstligaaufsteiger Heart of Midlothian. Im Januar 2017 wechselte er dann nach Saudi-Arabien zu al-Faisaly FC. Für den Verein absolvierte er in den folgenden sechs Spielzeiten 162 Pflichtspiele, erzielte dabei dreizehn Treffer und gewann 2021 außerdem noch den nationalen Pokal. Seit dem Sommer 2022 steht der Innenverteidiger nun bei Al-Ittihad Kalba SC in der UAE Pro League unter Vertrag.

## Erfolge
- Saudi-arabischer Pokalsieger: 2021

## Sonstiges
Sein jüngerer Bruder Raphael Rossi Branco (* 1990) ist ebenfalls Fußballprofi und steht seit 2021 beim polnischen Erstligisten Radomiak Radom unter Vertrag.